# Абдера (Фракія)
Абдера (грец. Άβδηρα) — муніципалітет у регіоні Ксанти у Фракії, Греція. У епоху античності це був великий грецький поліс на узбережжі Фракії.
Від муніципалітету, названого на його честь, слід відрізняти стародавній поліс. Поліс лежав 17 км на північний схід від гирла річки Нестос, майже прямо навпроти острова Тасос . Це була колонія, розміщена на раніше незаселеній фракійській території, яка тоді не входила до Еллади, в епоху грецької колонізації . Місто, що виникло з нього, набуло великого значення в Стародавній Греції. Після IV ст. нашої ери він занепав, перейшов до свого акрополя і був покинутий, щоб його не зайняли археологи.
Тим часом життя продовжувалося, коли населення, що змінювалося, оселялося в інших громадах регіону. Один на ім’я Полістил змінив назву на Абдера. У 2011 році муніципалітет Абдера був об’єднаний із трьох попередніх муніципалітетів, які складалися з кількох сучасних поселень. Стародавнє місце залишилося в ньому як руїни. Муніципалітет Абдера має 19 005 жителів (2011). Місцезнаходження муніципалітету — місто Генісея.

## Назва
Назва Абдера має фінікійське походження, і ним було названо міст Абдера в Іспанії та місто поблизу Карфагена в Північній Африці .   Назва була по-різному еллінізована як Ἄβδηρα ( Ábdēra ), Αὔδηρα ( Aúdēra ),  Ἄβδαρα ( Ábdara ),  Ἄβδηρον ( Ábdēron ),  і Ἄβδηρος ( Ábdēros ),  до латинізації як Абдера .  Грецька легенда приписує назву однойменному Абдеру, який впав неподалік і в його честь було заснувано Геркулесом місто. 
Нинішнє місто називається Авдіра ( Άβδηρα ) і вимовляється новогрецькою мовою як [ˈavðira].

## Історія

### Античність

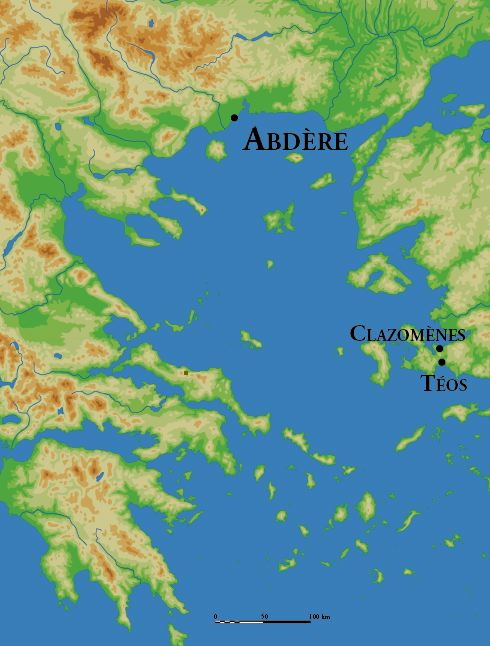
Розташування Абдери та двох послідовних мегаполісів Клазомена та Теос.

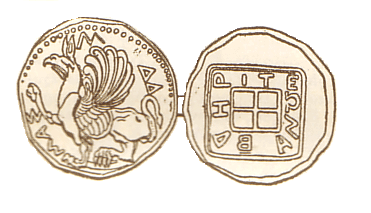
Головний тип монети з грифоном.

Очевидно, фінікійці почали заселення Абдери в якийсь момент до середини 7 століття, і місто довго зберігало фінікійські стандарти в карбуванні монет.
Поселення греків було розпочато як невдала колонія з Клазоменая, традиційно датована 654 роком до н. е. (Дані в грецькій кераміці VII століття до нашої ери, як правило, підтверджують традиційну дату, але точний час залишається невизначеним. )  Геродот повідомляє, що лідером колонії був Тимсіос, але в межах його покоління фракійці вигнали колоністів. Пізніше пізні абдеранці з Теоса вшанували Тимсіоса як місцевого духа-захисника. Інші розповідають різні легенди про цю колонію. Плутарх і Еліан розповідають, що Тимсіос став нестерпним для своїх колоністів через бажання робити все сам; коли хтось із їхніх дітей дав йому зрозуміти, що вони насправді почувають, він з огидою покинув поселення; Сучасні вчені намагалися розділити різницю між двома розповідями про ранній провал Абдери, назвавши останню причиною того, що Тимсіос залишив Клазоменаї.

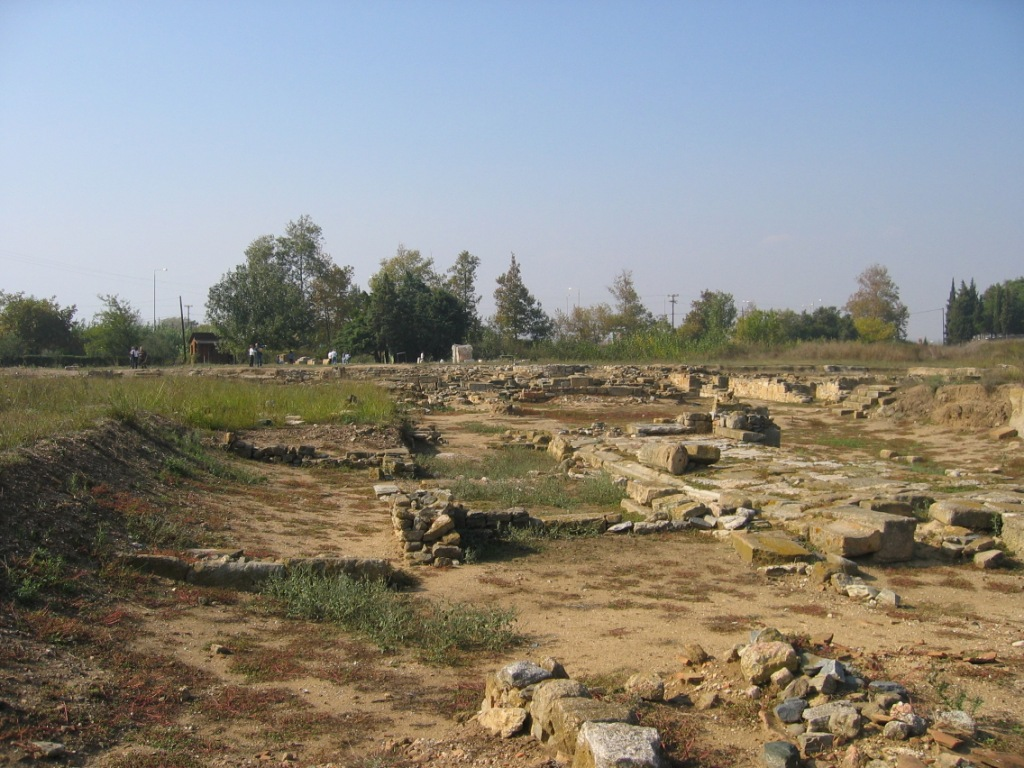
Руїни давнього міста Абдера

Успішне заснування відбулося в 544 році е., коли більшість жителів Теоса (в тому числі поет Анакреонт) мігрували в Абдеру, щоб уникнути перського ярма. Головний тип монети, грифон, ідентичний монеті Теоса; багата срібна монета відзначається красою та різноманітністю реверсів. 
У 513 і 512 роках до н. е., перси під керівництвом Дарія завоювали Абдеру, і до цього часу місто, здається, стало важливим місцем і згадується як одне з міст, які мали дорогу честь розважати великого царя під час його походу в Грецію.  У 492 році до н. е., після Іонійського повстання, перси знову завоювали Абдеру, знову під керівництвом Дарія I, але на чолі з його полководцем Мардонієм. Під час втечі після битви при Саламіні, Ксеркс I зупинився в Абдері й визнав гостинність її мешканців, подарувавши їм діадему і золотий ятаган. Фукідід згадує Абдеру як крайню західну межу Одриського царства, коли він був на самому розпалі на початку Пелопоннеської війни. Пізніше він став частиною Делійської ліги і воював на боці Афін у Пелопоннеській війні.
Абдера була багатим містом, третім за багатством у Лізі, завдяки своєму статусу головного порту для торгівлі з внутрішніми частинами Фракії та Одриського царства. У 408 році е., Абдера була зменшена під владою Афін Трасібулом, тоді одним з афінських полководців у цьому кварталі.
Цінний приз, місто неодноразово розграбували: Трибаллі в 376 р. е., Філіпп II Македонський у 350 році е.; пізніше Лісімахом з Фракії , Селевкідами, Птолемеями, і знову македонянами. У 170 році е. римські армії та війська Евмена II Пергамського обложили й розграбували його.
Здається, що значення міста зменшилося після середини 4 століття е.  Цицерон висміює місто як назву дурості у своїх листах до Аттика, пишучи про дебати в Сенаті: «Ось був Абдера, але я не мовчав» («Hic, Abdera non tacente me»). Однак, місто зараховував до своїх громадян філософів Демокріта, Протагора  і Анаксарха, історика і філософа Гекатея з Абдери, а також лірика Анакреонта. Пліній Старший говорить про Абдеру як про вільне місто свого часу. 

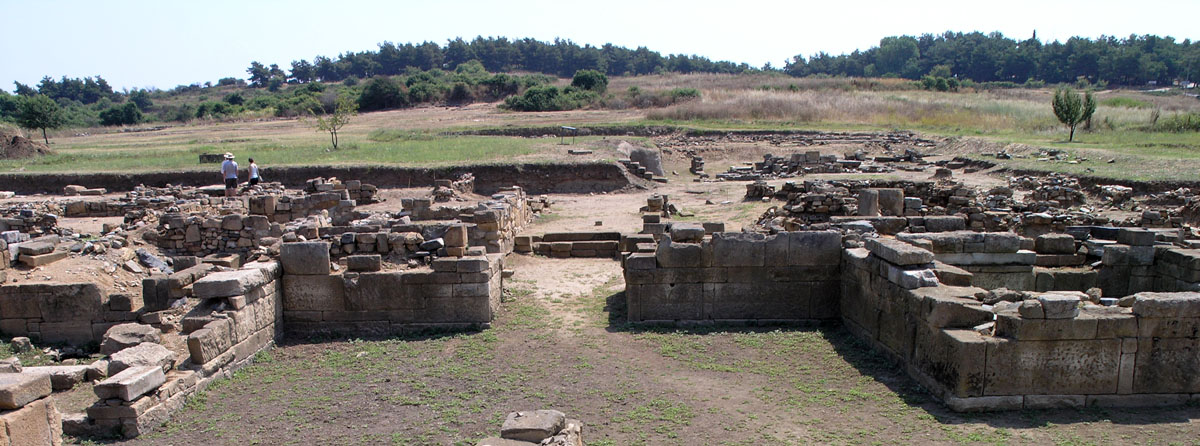
Західні ворота класичної Абдери

Абдера процвітала особливо в стародавні часи в основному з двох причин: через велику площу їхньої території та їх надзвичайно стратегічне положення. Місто контролювало два великі шляхи (один через річку Нестос, а інший через гори на північ від Ксанті). Крім того, від їхніх портів проходила морська дорога, яка з Троади вела до фракійського, а потім і македонського узбережжя. 
Руїни міста ще можна побачити на мисі Баластра (40°56'1.02"N 24°58'21.81"E); вони покривають сім невеликих пагорбів і простягаються від східної до західної гавані; на південно-західних пагорбах — залишки середньовічного поселення Полістилон. 

### Сучасність
Авдіра як сучасна адміністративна одиниця (громада) була створена в 1924 році та складалася з сіл Авдіра, Миродато (Калфалар), Пезула, Гіона, Велоні та Мандра, але Миродато і Мандра стали окремими громадами в 1928 році. Муніципалітет Авдіра був утворений в 1997 році шляхом злиття колишніх громад Авдіра, Мандра, Миродато і Неа Кессані. Під час реформи місцевого самоврядування 2011 року він об’єднався з колишніми муніципалітетами Селеро та Вістоніда, а місто Генісея стало його центром.
Площа муніципалітету становить 352,047 км2, комунальна одиниця 161,958 км2.  Муніципальна одиниця Авдіра поділяється на громади Авдіра, Мандра, Миродато та Неа Кессані. Громада Авдіра складається з населених пунктів Авдіра, Гіона, Лефкіппос, Пезула та Скала.

## Пам'ятки
Пам’ятки Абдери включають Археологічний музей Абдери та пляж Агіос Іоанніс (також Паралія Авдірон) поблизу села Лефкіппос.

## Відомі люди
- Демокріт
- Протагор
- Гекатей Абдерський[en]

## Дивись також
- Список давньогрецьких міст

### Цитати
1. ↑  https://archive.is/rcs5W
2. ↑  http://dlib.statistics.gr/Book/GRESYE_02_0101_00098%20.pdf
3. ↑  https://www.statistics.gr/el/2021-census-res-pop-results
4. 1 2 3  Δ. Αβδήρων. EETAA. Процитовано 29 червня 2020.
5. 1 2 3  Graham, (1992).
6. ↑  Ἄβδειρα. Logeion. University of Chicago. Архів оригіналу за 15 травня 2021. Процитовано 20 листопада 2019.
7. 1 2  Сміт, Вільям, ред. (1854–1857). Abdera . Словник грецької та римської географії. Лондон: John Murray.
8. ↑  Ἄβδηρα. Logeion. University of Chicago. Архів оригіналу за 15 травня 2021. Процитовано 20 листопада 2019.
9. ↑  Ἄβδηρος. Logeion. University of Chicago. Архів оригіналу за 15 травня 2021. Процитовано 20 листопада 2019.
10. ↑  Pseudo-Apollodorus, Bibliotheca, ed.
11. ↑  Graham, (1992), с. 44—45.
12. ↑  Геродот, i.168.
13. 1 2 3  Abdera. Encyclopædia Britannica. Т. I: A-Ak - Bayes (вид. 15th). Chicago, IL: Encyclopædia Britannica, Inc. 2010. с. 19. ISBN 978-1-59339-837-8.
14. ↑  Геродот vii. 120.
15. ↑  ii. 97.
16. ↑  Діодор Сицилійський, Bibliotheca historica, ed.
17. ↑  Hornblower, Simon (1996). Abdera. The Oxford Classical Dictionary. Oxford: Oxford University Press. с. 1.
18. ↑  Diod. xiii. 72.
19. ↑   Ця стаття включає текст з публікації, яка тепер перебуває в суспільному надбанні:
Chisholm, Hugh, ред. (1911). // Encyclopædia Britannica (англ.). Т. 1 (вид. 11-те). Cambridge University Press. {{cite encyclopedia}}: Пропущений або порожній |title= (довідка)
20. ↑  Cicero.
21. ↑  N.H. iv. 18.
22. ↑  D. C. Samsaris, Historical Geography of Western Thrace during the Roman Antiquity (in Greek), Thessaloniki 2005, p. 91-96
23. ↑  Κ. Αβδήρων. EETAA. Архів оригіналу за 30 квітня 2021. Процитовано 29 червня 2020.
24. ↑  ΦΕΚ A 87/2010, Kallikratis reform law text (гр.). Government Gazette. Архів оригіналу за 23 жовтня 2021. Процитовано 16 травня 2022.
25. ↑  Population & housing census 2001 (incl. area and average elevation) (PDF) (гр.). National Statistical Service of Greece. Архів оригіналу (PDF) за 21 вересня 2015.

## Зовнішні посилання
- Abdera. Hellenic Ministry of Culture. 2005. Архів оригіналу за 3 лютого 2008.
- Graham, A.J. (1992), Abdera and Teos, The Journal of Hellenic Studies, т. CXII, Society for the Promotion of Hellenic Studies, с. 44—73, doi:10.2307/632152, JSTOR 632152, архів оригіналу за 16 травня 2022, процитовано 16 травня 2022